# سیارک ۳۰۵۵
سیارک ۳۰۵۵ (به انگلیسی: 3055 Annapavlova، نامگذاری:1978TR3) سه هزار و پنجاه و پنجمین سیارک کشف شده‌است که در ۴ اکتبر ۱۹۷۸ کشف شد.
قدر مطلق سیارک برابر ۱۲٫۵۰ است.